# 驚聲尖叫3
《驚聲尖叫3》（英語：Scream 3）是一部於2000年2月4日上映的美國驚悚片。由衛斯·克萊文執導，厄倫·克魯格執筆，此劇為《驚聲尖叫》系列唯一一部並未由凱文·威廉森執筆的作品。
本劇原定為《驚聲尖叫》三部曲最終篇，然而在本片首映後的11年，製作方再度重啟製作續集《驚聲尖叫4》。

## 故事
改編自席妮故事的電影《刺殺3》正如火如荼地展開拍攝，然而就在此時，寇頓及其女友克莉絲汀遭到殺害，並且在案發現場中留下了席妮母親莫琳的相片，此後，出演《刺殺3》的演員們一一陷入被追殺的命運，並同樣在案發現場留下莫琳過去的照片，這使得決心躲起來、與世事隔絕的席妮，不得不再次現身，並與杜威、蓋兒等人追查殺手的真面目及其與席妮母親之間的關聯。

## 人物角色
主角
| 演員          | 角色                                      | 備註 |
| 妮芙·坎貝爾   | 席妮·皮斯考克 Sidney Prescott             | 本作主角，一位聰明、足智多謀的女子，在經歷伍茲伯勒和溫莎大學的謀殺案後決定躲藏起來，居住在山上以免再次遭到襲擊，並擔任危機顧問一職。當得知《刺殺3》的片場發生謀殺案後則決定再次現身。 |
| 大衛·艾奎特   | 杜懷特·「杜威」·瑞利 Dwight "Dewey" Riley | 伍茲伯勒鎮的副警長，席妮的舊識，在經歷前作的事件後並擔任《刺殺3》技術指導，實為埋伏調查，同時也逐漸愛上了蓋兒。                                                                       |
| 寇特妮·考克絲 | 蓋兒·魏德斯 Gale Weathers                 | 電台節目“Top Story”的記者，一位雄心勃勃、意志堅強的女子。在經歷前作的事件後，則撰寫關於溫莎大學謀殺案的新書，並再度前往好萊塢協助調查一系列新謀殺案，與杜威重聚後也漸漸被對方吸引。   |

其他角色
| 演員                     | 角色                                           | 備註 |
| 派屈克·丹普西            | 馬克·肯凱德 Mark Kincaid                       | 一名兇殺案警探，前往好萊塢協助一系列新謀殺案的調查，在過程中同時愛上了席妮；在2022版本的驚聲尖叫中與席妮結婚並育有小孩。         |
| 史考特·佛利              | 羅曼·布雷傑/鬼面殺手 Roman Bridger / Ghostface | 負責《刺殺3》拍攝的年輕導演，隨著真相的揭曉，實為本次謀殺案，伍茲伯勒和溫莎大學事件背後的幕後兇手，也是席妮同母異父的哥哥。      |
| 蘭斯·亨利克森            | 約翰·米爾頓 John Milton                        | 好萊塢著名的恐怖電影製片人。 |
| 馬特·奇斯勒              | 湯姆·普林茲 Tom Prinze                         | 《刺殺3》飾演杜威·瑞利的演員。                                                                                                   |
| 珍妮·麥卡錫              | 莎拉·達琳 Sarah Darling                        | 《刺殺3》的女演員。 |
| 艾蜜莉·摩提默            | 安潔莉娜·泰勒 Angelina Tyler                   | 《刺殺3》飾演席妮·皮斯考克的演員，看似天真無邪、天性溫和的女子。                                                                 |
| 帕克·波西                | 珍妮佛·裘莉 Jennifer Jolie                     | 《刺殺3》飾演蓋兒·魏德斯的演員，本名茱蒂·澤根斯登(Judy Jurgenstern)，協助蓋兒和杜威進行一系列謀殺案的調查。                      |
| 迪昂·瑞許曼              | 泰森·福克斯 Tyson Fox                          | 《刺殺3》的演員。 |
| 李佛·薛柏                | 卡頓·威瑞 Cotton Weary                         | 席妮母親的外遇對象，也是曾被席妮誤會並控告為殺害其母親的兇手，在經歷前作的事件後成為好萊塢的脫口秀主持人；本劇中的第二位受害者。 |
| 凱莉·魯瑟福              | 克莉絲汀·漢密爾頓 Christine Hamilton           | 寇頓的女友，本劇中的第一位受害者。                                                                                               |
| 派屈克·華博頓            | 史蒂芬·史東 Steven Stone                       | 珍妮佛的保鑣。 |
| 海瑟·瑪塔拉佐            | 瑪莎·米克斯 Martha Meeks                       | 藍迪的妹妹，伍茲伯勒的高中生。溜進了《刺殺3》片場，向席妮提供了一段藍迪拍攝的錄影帶。                                            |
| 琳恩·麥克莉              | 莫琳·皮斯考克 Maureen Prescott                 | 年輕時期的席妮母親。 |
| 傑米·甘迺迪 （特別演出） | 藍迪·米克斯 Randy Meeks                        | 席妮的摯友，在前作的事件時去世；以錄影帶方式演出。                                                                               |

## 製作
主體拍攝於1999年7月7日開始，於洛杉矶進行製作。

## 評價
《驚聲尖叫3》獲得了許多負面評價。於爛番茄的評論中，本劇獲得36%新鮮度，與第一部（80%）及第二部（81%）的成績相比，遜色許多，而其中包含「以最初的故事欺騙了大家」、「失去了其原創性及新鮮感，退回到了過去恐怖片的模式」等評論。
| 爛番茄              | Metacritic       |
| ------------------- | ---------------- |
| 36％（111名評論者） | 56（32名評論者） |

## 腳註
1. ↑  Fuson, Brian. . The Hollywood Reporter 358 (32). 1999-07-13: 21-24, 26-35, 77-78, 83-84 （美国英语）.ProQuest 2469290844
2. ↑  . Rotten-tomatoes.   [2015-04-23]. （原始内容存档于2015-05-12）. （页面存档备份，存于）
3. ↑  . Rotten Tomatoes. IGN Entertainment, Inc.   [2015-04-23]. （原始内容存档于2015-05-12）. （页面存档备份，存于）
4. ↑  . Metacritic. CNET Networks, Inc.   [2015-04-23]. （原始内容存档于2015-03-08）. （页面存档备份，存于）

## 外部連結
- 官方网站

- 互联网电影数据库（IMDb）上《驚聲尖叫3》的资料（英文）
- 爛番茄上《驚聲尖叫3》的資料（英文）
- Box Office Mojo上《驚聲尖叫3》的資料（英文）
- AllMovie上《驚聲尖叫3》的资料（英文）
- Metacritic上《驚聲尖叫3》的資料（英文）